# Athens Airways
Athens Airways — колишня грецька авіакомпанія, що почала регулярні рейси 31 січня 2009 року. Регіональний авіаперевізник, що сполучає Афіни з основними містами на півночі Греції, а також деякими грецькими островами. Здійснює в тому числі чартерні рейси. З травня 2009 року Athens Airways також з'єднують Салоніки з великими містами і островами Греції, а з вересня 2009 року міста Мітилена та Кавала.
У вересні 2010 року, після завершення літнього графіка, авіакомпанія припинила свою діяльність без будь-якого повідомлення

## Напрямки
| Місто           | ICAO | IATA | Назва аеропорту                                 | із Афін | із Салонік |
| --------------- | ---- | ---- | ----------------------------------------------- | ------- | ---------- |
| Афіни           | LGAV | ATH  | Міжнародний аеропорт «Елефтеріос Венізелос»     | —       | так        |
| Александруполіс | LGAL | AXD  | Міжнародний аеропорт Александруполіс            | так     | —          |
| Закінф          | LGZA | ZTH  | Міжнародний аеропорт Закінф «Діонісіос Соломос» | так     | так        |
| Іракліон        | LGIR | HER  | Міжнародний аеропорт «Нікос Казандзакіс»        | так     | —          |
| Салоніки        | LGTS | SKG  | Міжнародний аеропорт «Македонія»                | так     | —          |
| Кавала          | LGKV | KVA  | Міжнародний аеропорт Кавала «Александр Великий» | так     | —          |
| Касторія        | LGKA | KSO  | Національний аеропорт Касторія                  | так     | —          |
| Кефалінія       | LGKF | ΕFL  | Міжнародний аеропорт острів Кефалінія           | так     | так        |
| Козані          | LGΚΖ | ΚΖΙ  | Національний аеропорт Козані «Філіппос»         | так     | —          |
| Кітера          | LGΚC | ΚIT  | Національний аеропорт острів Кітера             | —       | так        |
| Міконос         | LGMK | JMK  | Національний аеропорт острів Міконос            | так     | так        |
| Мітилена        | LGMT | MJT  | Міжнародний аеропорт Мітилени                   | так     | так        |
| Родос           | LGRP | RHO  | Міжнародний аеропорт Родос «Діагорас»           | так     | —          |
| Санторіні       | LGSR | JTR  | Національний аеропорт Санторіні                 | так     | так        |
| Ханья           | LGSA | CHQ  | Міжнародний аеропорт «Іоанніс Даскалоянніс»     | так     | так        |
| Хіос            | LGHI | JKH  | Національний аеропорт острів Хіос               | так     | —          |